# Dürnstein (hrad)
Zřícenina hradu Dürnstein je ve Wachau, nad obcí Dürnstein v Dolních Rakousích, okrese Kremže.

## Historie

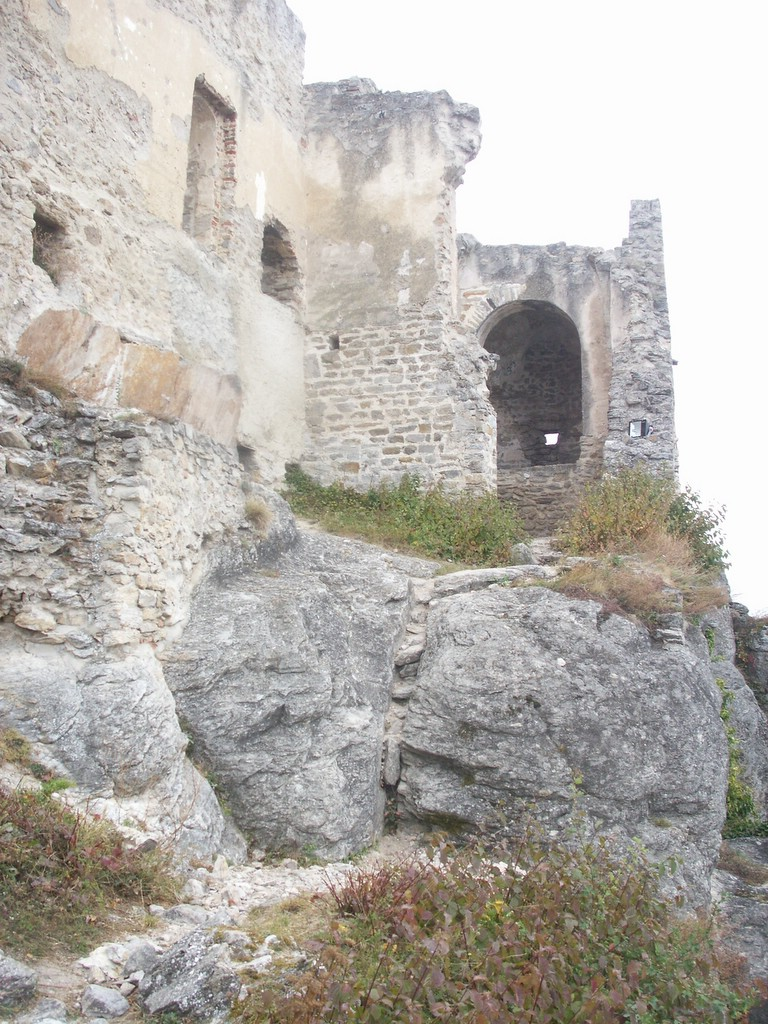
Pozůstatky hradní kaplce

Hrad postavili v polovině 12. století Kuenringové. Azzo z Kuenringu, praotec Kuenringů, získal území kolem hradu od Kláštera Tegernsee. Jeho potomek Hadmar I. († 1138) hrad postavil. Město Dürnstein i hrad jsou spojené městskými hradbami. Nad kaplí bývalo kdysi vnitřní hradní nádvoří s mohutným sklepem vybudovaným ve skále.
Hrad je známý, protože tu byl vězněn anglický král Richard I. Lví srdce, když se vracel z křížové výpravy od prosince 1192 z iniciativy vévody Leopolda Babenberského za Hadmara II. z Kuenringu, a na žádost německého císaře Jindřicha VI. Štaufského byl za úplatu propuštěn. Anglický král, v arabštině nazývaný Malek al-Inkitar, byl údajně zatčen v hostinci v Erdbergu, když byl nápadný podle sedla a také dvorského chování, které bylo na poutníka, za kterého se i s družinou vydával, přece jen neobvyklé. Podle legendy se mu stal osudným jeho pečetní prsten. Zatčení Richarda I. Lví srdce je zobrazeno v rukopise Petra z Ebula. Obrovské výkupné (150 000 marek ve stříbře) použil Leopold V. mimo jiné na založení Vídeňského Nového města.
V roce 1306 byla poprvé zmíněna hradní kaple, zasvěcená svatému Janu Evangelistovi. Roku 1588 hradní zámek obnovil Streun ze Schwarzenau (1538-1600) jako pevnost. Roku 1645 dobyli Švédové v závěrečné fázi třicetileté války pod Lennartem Torstenssonem také Dürnstein. Při odchodu zničili hradní bránu.
Po roce 1662 již nebyl hrad obyvatelný, ale mohl být znovu opraven. O rok později se stal "Zámek Dürnstein" útočištěm Turků. V roce 1679 byl "Hradní dům" již neobyvatelný a zcela pustl.
V roce 1882 byl hrad zařízen jako „Starhemberg-Warte“ nad Dürnsteinem. Kníže Camillo Starhemberg (1835-1900) nechal vybudovat na vlastní náklady také přístupovou cestu. Dürnstein a jeho zříceniny se staly prvořadým turistickým cílem ve Wachau. Každoročně navštíví místo 1,7 milionu turistů.